# Ухорске
Ухорске (слч. Uhorské) насељено је мјесто са административним статусом сеоске општине (слч. obec) у округу Полтар, у Банскобистричком крају, Словачка Република.

## Становништво
| Година:    | 1994. | 2004.   | 2014.   | 2024.   |
| ---------- | ----- | ------- | ------- | ------- |
| Број људи: | 560   | 594     | 544     | 494     |
| Разлика:   |       | +6,07 % | -8,41 % | -9,19 % |

| Година:    | 2023. | 2024.   |
| ---------- | ----- | ------- |
| Број људи: | 506   | 494     |
| Разлика:   |       | -2,37 % |

Према подацима о броју становника из 2011. године насеље је имало 558 становника.